# Varda por Agnès
Varda por Agnès (Varda par Agnès) es una película documental francesa de 2019 escrita y dirigida por Agnès Varda y Didier Rouget.

## Sinopsis
Agnès Varda y Didier Rouget presentan una película documental que es una antología personal de autor, centrado en Varda. Hecha con recortes de películas anteriores, que se acompañan de comentarios ya proyectados, desde el escenario de un auditorio, el juego de espejos está servido. En efecto, el público va a observar retazos de una vida filmada por una mujer fuera de lo corriente. A lo largo del documental, vemos a Varda expresar su punto de vista personal sobre cuestiones ideológicas, pero también sobre cuestiones personales, dando lugar a que el espectador contemple a una persona plenamente consciente del final de su vida. A manera de despedida, Varda no va a defraudar.

## Producción
El film fue filmado en 35 mm.

## Temas
Según Martí Sala: 

"el espectador no solo acompaña a Varda en sus relecturas, sino que también puede releer cada uno de los comentarios de la directora en tanto que fragmentos de otra película".
Martí Sala.

## Premios/distinciones
- Berlinale 2019: selección fuera de competición.